# Lluís Cebrian i Mezquita
Lluís Cebrian i Mezquita (València, 1851-València, 1934) va ser un estudiós i escriptor valencià, especialment implicat en l'anomenat sector progressista de la Renaixença valenciana.

## Biografia
Cursà estudis de filosofia i de medicina i, acabats aquests darrers, va ocupar plaça de metge durant nou anys a les poblacions d'Almenara i Benimàmet. Posteriorment, i considerant que l'exercici de la medicina resultava incompatible amb les seues aspiracions intel·lectuals, abandonà la professió i es consagrà a la política i la literatura. Pel que fa a la primera, va participar activament en política com a afiliat al Partit Republicà Possibilista, del qual va dirigir l'òrgan de comunicació El Universo. Simpatitzant alhora del valencianisme, fou també membre de Solidaritat Valenciana, partit autonomista creat a partir del model ideològic marcat per Prat de la Riba amb Solidaritat Catalana.
En l'aspecte literari i intel·lectual, va ser un dels fundadors de Lo Rat Penat, associació que va presidir entre 1889 i 1891 (en fou membre honorari de totes les seccions) i va participar sovint en els Jocs Florals organitzats per aquesta entitat. L'any 1911, va succeir Teodor Llorente com a cronista oficial de la ciutat de València i, uns anys després, el 1932, fou un dels signataris de les Normes de Castelló. Figura molt respectada, exercí com a director i degà del Centre de Cultura Valenciana i de l'Acadèmia de Belles Arts de Sant Carles. Cebrian i Mezquita va ser, a més, molt popular com a conferenciant.
Cal destacar que el seu germà, Juli Cebrian i Mezquita, va excel·lir com a pintor. Dels seus fills, Lluís Cebrian va ser arxiver de la Diputació de València i poeta, i Jaume Cebrian i Ibor (també conegut per Santiago) publicà també un llibre de poemes. La ciutat de València dedicà un carrer a Lluís Cebrian i Mezquita dins el barri de Patraix. Les seues restes reposen al cementeri General de la capital valenciana.

## Obres

### Conferències i obres d'estudi historiogràfic
- Les Institucions parroquials de València
- Biografia de Fèlix Pizcueta
- Modismes valencians
- Història i estudi crític del teatre valencià
- La novel·la valenciana
- Notables
- Nuevos datos para la biografia de Joan de Joanes
- Biografia del pintor Ribalta
- Apunts sobre gramatologia valenciana
- Catàleg de fills ilustres de Castelló
- Don Quixote de la Mancha de Guillem de Castro
- Almazora y su templo de Venus
- La festa de Sant Donís
- 1902 Pròleg a Festes de carrer, de Josep Bodria i Roig

### Teatre
- 1870 Un porxe de velluter
- 1891 Llibret de l'òpera Sagunto, amb música de Salvador Giner i Vidal

### Poesia
- 1915 Poesies, recull que arreplega la major part de la seua producció poètica